# Fernando Carcupino
Fernando Carcupino (Napoli, 23 luglio 1922 – Milano, 21 marzo 2003) è stato un pittore e illustratore italiano.

## Biografia
Fernando Carcupino, figlio di Matilde e Mario, nasce a Napoli da una famiglia milanese e cresce a Milano. Dopo il Liceo artistico  si iscrive all'Accademia di belle arti di Brera, tra i suoi maestri ricordiamo Achille Funi. Nei primi anni quaranta lavora al film d'animazione La rosa di Bagdad insieme ad Angelo Bioletto, Libico Maraja e altri animatori sotto la direzione di Anton Gino Domeneghini, prima di partecipare alla seconda guerra mondiale, come sottoufficiale dei Granatieri di Sardegna.
Dopo la guerra scrive e disegna il suo primo fumetto, l'episodio Scacco matto a Coe!!! della serie Il Solitario, per il settimanale Dinamite e in seguito sugli albi omonimi.
Viaggia in Nord Europa e per mantenersi dipinge ritratti e fa molti lavori, tra cui il boscaiolo.
Nel 1946 Mario Faustinelli lo chiama per far parte della testata veneziana Asso di Picche. Fernando Carcupino diviene parte del Gruppo di Venezia (Venice Group) insieme a Hugo Pratt, Dino Battaglia e Damiano Damiani.
Pubblica a puntate l'horror Draky, la morte viene con la nebbia e in seguito Billy King e il vampiro e Lyon, il figlio del vampiro, che negli anni sessanta vengono restaurati dallo stesso artista per una delle riviste italiane più importanti del settore, Sgt. Kirk dell'editore genovese Fiorenzo Ivaldi (mecenate di Hugo Pratt). Nel 1948 disegna Il figlio della notte su soggetto di Andrea Lavezzolo. Negli anni '50 La settimana umoristica presenta, tra le noie censorie tipiche del periodo, La ragazza di Carcupino e il paginone centrale Roma by night, nonché una rubrica Carcupino ai vostri ordini, in cui l'artista realizza vignette comico-erotiche sulla base degli spunti inviati dai lettori.
Negli anni '50 e '60 lavora molto per Arnoldo Mondadori Editore: sul settimanale Epoca, in quel periodo diretto da Enzo Biagi, realizza decine di copertine; tra il 1953 e il 1954 Carcupino illustra cinque racconti di Sherlock Holmes (scritti da Arthur Conan Doyle e Adrian Conan Doyle, tradotti da Alberto Tedeschi), L'avventura dei sette orologi, Il cercatore d'oro, I giocatori di cera, Il barone nero, La camera chiusa. Dal 1956 al 1958, per lo stesso settimanale mondadoriano, dipinge vari inserti (tra cui L'avventurosa storia del West, Le straordinarie imprese dei pirati, I cavalieri dell'avventura, L'epopea dell'uomo); nel 1965 esce a puntate una storia della Prima Guerra Mondiale con illustrazioni di Carcupino che verranno in seguito esposte in numerose mostre, in particolare in occasione della ricorrenza del centenario della Grande Guerra, nel 2018.
In questi anni realizza molte illustrazioni per i racconti rosa di varie riviste, tra cui Confidenze e Grazia. A questo periodo risale  la splendida raccolta di tavole realizzata per i racconti inediti del Commissario Maigret di Simenon pubblicati su Grazia . Sempre per Mondadori illustra  altre copertine per i periodici Due Più Due e Successo. Nei primi anni settanta dipinge le pin-up del settimanale erotico La giraffa e per Renzo Barbieri della Edifumetto realizza le copertine per varie testate pocket fra cui Fiabe Proibite, I Notturni, Il Vampiro, Lo Scheletro, Sexy Favole, Zora la vampira.
Dalla metà degli anni settanta fino alla sua morte si dedica primariamente alla pittura, producendo paesaggi e natura morte, ma soprattutto i soggetti per cui diventa noto: nudi femminili e maternità.
Dalla seconda metà degli anni Ottanta illustra per oltre vent'anni il Calendario di Frate Indovino. Durante la sua carriera produce anche illustrazioni per libri scolastici e didattici. Nel 1989 esegue, su commissione, un ritratto di papa Giovanni Paolo II a due anni in braccio alla sua mamma e in quell'occasione il papa invita il maestro in Vaticano per conoscerlo personalmente.
Viaggia e vive molto all'estero: Paesi nordici, New York, Africa e Oriente.
Nel 1983 il Presidente della Repubblica lo nomina Cavaliere per meriti artistici.
Nel  1999 la rassegna ExpoCartoon gli assegna il Premio Caran D'Ache, una vita per l'illustrazione.
Muore a Milano il 22 marzo del 2003 a ottant'anni.

## Stile
«Le mie donne non sono mai idealizzate, ma osservate in momenti privati della loro vita quotidiana. In questo modo credo di riuscire a coglier meglio quello che penso della natura umana. Prediligo la natura morta, forse perché vedo nei volumi, nella plasticità delle forme, un richiamo sensuale». L'elemento carnale erotico di Carcupino passa con armonia dalla donna sensuale alla maternità. Fra i biografi di Carcupino, i critici Ignazio Mormino, Ennio Concarotti e Patellaro, gli storici del fumetto Graziano Origa e Claudio Dell'Orso, oltre al decano collezionista Ilenio Trevisan.

## Mostre
Allestì numerose mostre personali in Italia e all'estero e prese parte, su invito, ad importanti mostre collettive e rassegne d'arte. Si distinse anche nel campo dell'illustrazione; importanti editori di tutto il mondo hanno pubblicato le sue opere. Il suo nome figura nei più importanti cataloghi nazionali e internazionali d'arte; di lui hanno scritto autorevoli critici e giornalisti su quotidiani, periodici e pubblicazioni d'arte specializzate
Molte delle sue opere sono presenti in prestigiose collezioni private e nella collezione permanente della Galleria d'arte Gelmi di Milano.
- 2004 Prima Guerra Mondiale, Circolo Ufficiali in via Bagutta, Milano
- 2014 Fernando Carcupino: Nudi e vedute, Galleria d'Arte Gelmi, Milano.
- 2017 Il sopravvento dell'anima. Forma, senso e colore nell'opera di Fernando Carcupino Palazzo Sormani, Sala del Grechetto, Comune di Milano.
- 2018 La guerra dei padri, Palazzo Estense, Comune di Varese
- 2019 Il Commissario Maigret. I romanzi di Simenon nell'arte di Carcupino, Spazio Fumetto Wow Spazio Fumetto, Milano
- 2020 Sex and horror. The Art of Fernando Carcupino, Museo del Fumetto Spazio Wow, Milano

### Onorificenze italiane
- Nel 1997 la rivista Fumetti d’Italia di Graziano Origa gli dedica 2 numeri monografici.
- Nel 1999 la rassegna Expocartoon lo premia con il Caran d’Ache, una vita per l’illustrazione.